# Lech (cerveza)

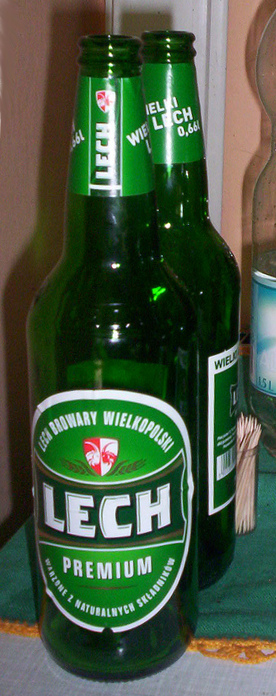
Botella de Lech Premium.

Lech es una marca de cerveza polaca producida por la cervecera Lech Browary Wielkopolski, la cual pertenece a Kompania Piwowarska. Esta compañía fue adquirida en 1996 por SABMiller, una de las mayores cerveceras del mundo.
Hay cinco tipos de cerveza Lech:
- Lech Free: sin alcohol
- Lech Lite: 8,6 % de extracto primitivo, 3,8 % alcohol.
- Lech Premium: 11,1 % de extracto primitivo, 5,2 % alcohol.
- Lech Pils: 11,7 % de extracto primitivo, 5,7 % alcohol.
- Lech Mocny (negra): 14,8 % de extracto primitivo, 6,2 % alcohol.